# Renren
Renren is een Chinese sociaalnetwerksite die voorheen bekend was onder de naam Xiaonei Network. 
Xiaonei werd in december 2005 opgericht door Wang Xing, Wang Huiwen, Lai Binqiang en Tang Yang. Een klein jaar later werd het overgenomen door Oak Pacific Interactive. Het netwerk had een Instant Messaging (IM) functie Rénrénzhuōmiàn die zeer populair was. Daar werd in augustus 2009 de naam ook naar vernoemd. Renren ging zich toen niet meer alleen op studenten richten maar op een hele virtuele gemeenschap. Begin 2011 had Renren 160 miljoen registraties en 30 miljoen maandelijks terugkerende gebruikers.